# ترانک
در ارتباطات مدرن ترانک مفهومی است که با استفاده از آن سیستم‌های ارتباطی می‌توانند با به اشتراک‌گذاری یک دسته از خطوط یا فرکانس‌ها (به جای فراهم کردن برای تک تک کاربران) دسترسی تعداد زیادی کاربر را به شبکه فراهم کنند.

## ترانک در شبکه‌های کامپیوتری
شرکت سیسکو نکات زیر را برای تعریف مفهوم ترانک ذکر می‌کند:
- وی‌لن‌ها (به انگلیسی: VLAN) در پایگاه داده هر سوییچ به صورت محلی واقع شده‌اند و اطلاعات وی‌لن‌ها بین سوییچ‌ها عبور نمی‌کنند.
- خطوط ترانک شناسایی وی‌لن‌های فریم‌هایی که بین سوییچ‌ها عبور می‌کنند را فراهم می‌کنند.
- فقط انواع خاصی از سوییچ‌ها می‌توانند در خطوط ترانک مذاکره کنند.
- ترانک‌ها به صورت پیش‌فرض ترافیک همه وی‌لن‌ها را به و از سوییچ‌ها انتقال می‌دهند اما می‌توانند طوری آن‌ها را تنظیم کرد که فقط ترافیک وی‌لن خاصی را عبور دهند.
- خطوط ترانک باید در هر دو سر خطوط تعریف شوند تا اجازه ترانکینگ را بدهند.[۲]

## ترانک در سیستم‌های مخابراتی
ترانک در سیستم‌های مخابراتی عبارت است از تعدادی مسیر که در شبکه‌های یک به چند مورد استفاده قرار می‌گیرد. معمولاً برای این قبیل شبکه به تعداد کاربران مسیر فعال ایجاد نمی‌شود، بلکه حداقلی محاسبه می‌شود. این تعداد بهینه با کمک فرمولی که در آن تعداد کاربران، الگوهای تماس شبکه‌های مشابه و چند پارامتر کاربردی دیگر لحاظ می‌شود به دست می‌آید.
برای مثال در شبکهٔ تلفن پی‌اس‌تی‌ان (به انگلیسی: PSTN) در صورتی که دو مرکز تلفن آ و ب هر کدام با ۱۰ کاربر داشته باشیم، تعداد خطوط ارتباطی بین دو مرکز برابر تعداد تماس‌های ممکن نیست. بلکه عددی بهینه به عنوان حداکثر تعداد تماس‌های هم‌زمان در حالت عادی در نظر گرفته می‌شود که ممکن است ۴ یا ۵ خط باشد.
ترانک مفهومی تنها متعلق به شبکهٔ پی‌اس‌تی‌ان نیست. بلکه برای مثال در رادیوهای ادغامی هم به همین صورت مورد استفاده قرار می‌گیرد؛ مثلاً سیستمی با ۵۰۰ کاربر ممکن است تنها ۲۵ خط ترانک (در این‌جا کانال فرکانسی) داشته باشد.